# Pseudomma latiphthalmum
Pseudomma latiphthalmum är en kräftdjursart som beskrevs av Murano 1974. Pseudomma latiphthalmum ingår i släktet Pseudomma och familjen Mysidae. Inga underarter finns listade i Catalogue of Life.